# Lycèe Trading Card Game
Le The Lycèe Trading Card Game est un jeu de cartes à collectionner japonais développé par Silver Blitz et édité par Broccoli qui utilise principalement des personnages d'une variété de visual novels. Lycèe provient du mot français lycée. La plupart des cartes sont des cartes uniques issue de travaux de fans. Le but du jeu est de faire tomber le deck adverse de soixante cartes à zéro, ce qui est principalement fait en attaquant avec des cartes de personnage. Il existe cinq raretés de cartes : commun, non commun, rare, promotionnel et chanceux. Les cartes « chanceuses » sont les plus précieuses et peuvent être vendues jusqu'à 9 800 yens sur les marchés secondaires japonais. En revanche, les cartes « rares » se vendent entre 50 et 1200 yens.

## Liste des jeux avec des personnages apparaissant dansLycèe
| - Aido-san Spirits! (par Sirius) - Air (par Key) - Akumu (par StudioMebius) - Alma (par Bonbee) - Atlach-Nacha (par AliceSoft) - Banyōn (par AliceSoft) - Binary Pot (par August) - Clannad (par Key) - Comic Party (par Leaf) - Daiakuji (par AliceSoft) - December When There Is No Angel (par Leaf) - DR2 Night Janki (par Leaf) - Fate/hollow ataraxia (par Type-Moon) - Fate/stay night (par Type-Moon) - Fushigi no Kuni no Kanojo (par Saga Planets) - Galzoo (par AliceSoft) - Hajimete no Orusuban (par Zero) - Higurashi No Naku Koro Ni (par 07th Expansion) - Kanojo-tachi no Ryūgi (par 130cm) - Kanon (par Key) - Kizuato (par Leaf) - Koigokoro (par Ram) - Kurenai-hime: Kou Ki (par Saga Planets) - Kusari (par Leaf) - Mamahaha Chōkyō (par Giant Panda) - Mamatoto (par AliceSoft) - Magical Love Lesson (par Giant Panda) - Mahō wa Ameiro? (par Sirius) - Maō to Odore! (par Catwalk) - Melty Blood (par Type-Moon) - Negai (par Ram) - Ōbanchō (par AliceSoft) - Only You: ReCruz (par AliceSoft) - Osananajimi na Kanojo (par Ego) - Pastel Chime Continue (par AliceSoft) | - Planetarian: The Reverie of a Little Planet (par Key) - Princess Brave! (par 130cm) - Princess Holiday (par August) - Prism Ark (par Pencil Production) - Really? Really! (par Navel) - Rance VI: Zezu Hōkai (par AliceSoft) - Rewrite (par Key) - Ribbon2 (par Bonbee) - Ribbon95 (par Bonbee) - Shizuku (par Leaf) - Shoya Kenjō (par Giant Panda) - Shuffle! (par Navel) - Snow (par Studio Mebius) - Soul Link (par Navel) - Tasogare (par Leaf) - Tears to Tiara (par Leaf) - Tenerezza (par Aquaplus) - Tick! Tack! (par Navel) - Tōshin Toshi (par AliceSoft) - To Heart (par Leaf) - To Heart 2 (par Leaf) - Tomodachi Ijō Koibito Miman (par Studio Mebius) - Tomoyo After: It's a Wonderful Life (par Key) - Tsukihime (par Type-Moon) - Tsuki wa Higashi ni Hi wa Nishi ni: Operation Sanctuary (par August) - Uchi no Imōto no Baai (par Ego) - Ultra Mahō Shōjo Manana (par AliceSoft) - Umineko no Naku Koro ni (par 07th Expansion) - Usotsuki wa Tenshi no Hajimari (par Saga Planets) - Utawarerumono (par Leaf) - White Album (par Leaf) - Yoake mae yori ruri iro na (par August) - Yoru ga Kuru! (par AliceSoft) |